# Speleoticus
Genre
Speleoticus est un genre d'araignées aranéomorphes de la famille des Nesticidae.

## Distribution
Les espèces de ce genre se rencontrent en Chine et au Japon.

## Liste des espèces
Selon World Spider Catalog (version 25.0, 12/03/2024) :
- Speleoticus globosus (Liu & Li, 2013)
- Speleoticus hei Yu & Lin, 2023
- Speleoticus libo (Chen & Zhu, 2005)
- Speleoticus navicellatus (Liu & Li, 2013)
- Speleoticus sicet Lin & Li, 2024
- Speleoticus uenoi (Yaginuma, 1972)
- Speleoticus yinchangminae Li, 2016

## Systématique et taxinomie
Ce genre a été décrit par Lin, Ballarin et Li en 2016 dans les Nesticidae.

## Publication originale
- Lin, Ballarin & Li, 2016 : « A survey of the spider family Nesticidae (Arachnida, Araneae) in Asia and Madagascar, with the description of forty-three new species. » ZooKeys, no 627, p. 1-168 (texte intégral).